# Assassinio di ʿUthmān b. ʿAffān
L'Assassinio di ʿUthmān b. ʿAffān fu l'evento delittuoso che ha innescato la più grave (e tuttora irrisolta) crisi istituzionale - dai risvolti tuttavia anche ideologici, teologici e giuridici - all'interno della prima Umma e del neo-costituito Califfato Rashidun.

## Cause
Dopo un primo periodo di circa 6 anni in cui il giudizio anche dei contemporanei fu sostanzialmente positivo, l'ormai vecchio califfo ʿUthmān b. ʿAffān dovette registrare la crescita del movimento di oppositori alla sua linea di governo.
Erano innanzi tutti gli egiziani e i kufani a muoversi. Scontenti dei loro governatori e ostili a una politica califfale che appariva manifestamente nepotistica, accanto ad essi dobbiamo anche ricordare la vedova del Profeta, ʿĀʾisha, Ṭalḥa b. ʿUbayd Allāh, ʿAlī b. Abī Ṭālib, mentre al-Zubayr b. al-ʿAwwām mantenne legami più cordiali con lui.
Una prima delegazione di egiziani e kufani che chiedevano decisamente la rimozione dei loro wali, sembrò risolversi con un accordo ma, nel ritornare nei loro governatorati, costoro ebbero la ventura d'intercettare un messo califfale che portava una missiva nella quale si avvertiva il governatore egiziano di procedere in modo determinato all'esecuzione di quanti gli avrebbero consegnato la fittizia disposizione califfale di rimozione del governatore dal suo incarico.

## L'assedio
Un vero e proprio assedio fu allora stretto intorno alla residenza medinese del califfo (dār al-imāra) e un manipolo di congiurati riuscì a penetrare infine al suo interno, malgrado un disperato tentativo della moglie del califfo, Nāʿila bt. al-Farāfiṣa, di fermare a mani nude le armi impugnate dagli assassini, L'uccisione di ʿOthmàn si dice avvenne mentre questi stava leggendo il Corano, che egli aveva fatto mettere per la prima volta per iscritto, e il sangue colò sulle pagine su cui era vergata la seconda Sūra, detta al-baqara, ossia "della vacca". Le pagine insanguinate furono inviate poi da Nāʿila a Muʿāwiya a Damasco per esortarlo alla vendetta del Califfo assassinato.

Fu tanto pesante l'atmosfera di quella nottata che non fu possibile ai seguaci del califfo neppure inumarlo accanto ai suoi due predecessori e al Profeta, costringendoli nottetempo a seppellirlo nel cimitero medinese del al-Baqīʿ al-Gharqad. 
Dell'assassinio - la cui responsabilità materiale ricade quanto meno su Muhammad ibn Abi Bakr, Kināna b. Bishr al-Nakhāʿī e Sūdān b. Ḥumrān al-Sukūnī - non è possibile identificare con certezza i nomi dei mandanti. Con la congiura e l'omicidio che ne derivò, si aprì la prima e più grave crisi (Prima Fitna) all'interno della Umma islamica, foriera del successivo dissidio, mai più composto, fra Sciismo e Sunnismo, oltre che della nascita dello scisma kharigita.